# 이시영 (시인)
이시영(李時英, 1949년 8월 6일~ )은 대한민국의 시인이다.

## 생애
전남 구례에서 출생하였고, 서라벌예대 문예창작과와 고려대 대학원 국문과를 수학하였다. 1969년 《중앙일보》 신춘문예에 시조가, 《월간문학》 제3회 신인작품 공모에 시가 당선되어 등단하였다. 
정지용 문학상, 동서문학상, 현대불교문학상, 지훈상, 백석문학상, 대한민국 문화예술상, 만해문학상을 수상했다.

## 작품

### 시집
- 《하동》(창비, 2017)
- 《호야네 말》(창비, 2014)
- 《경찰은 그들을 사람으로 보지 않았다》(창비, 2012)
- 시선집 《긴 노래, 짧은 시》(창비, 2009)
- 《우리의 죽은 자들을 위해》(창비, 2007)
- 《아르갈의 향기》(큰나, 2005)
- 《바다 호수》(문학동네, 2004)
- 《은빛 호각》(창비, 2003)
- 《조용한 푸른하늘》(솔출판사, 1997), 재출간 (책만드는집, 2015)
- 《사이》(창비, 1996)
- 《무늬》(문학과지성사, 1994)
- 《이슬 맺힌 노래》(들꽃세상, 1991)
- 《길은 멀다 친구여》(실천문학사, 1988)
- 《바람 속으로》(창비, 1986)
- 《만월》(창비, 1976)

### 산문집
- 《시 읽기의 즐거움》(창비, 2016)
- 《곧 수풀은 베어지리라》(한양출판, 1995)